# Agrenocythere malpeloensis
Agrenocythere malpeloensis is een mosselkreeftjessoort uit de familie van de Trachyleberididae.